# Torre Picasso
Torre Picasso – wieżowiec w Madrycie, w Hiszpanii, o wysokości 156 m. Budynek został otwarty w 1988, ma 43 kondygnacje. Został zaprojektowany przez japońskiego architekta Minoru Yamasaki, tego samego który zaprojektował bliźniacze wieże World Trade Center w Nowym Jorku.